# Nabil Dirar
Nabil Dirar (Casablanca, 25 februari 1986) is een Marokkaanse profvoetballer die bij voorkeur als rechterflank speler speelt. Dirar speelde tussen 2008 en 2019 zesenveertig interlands voor het Marokkaans voetbalelftal en scoorde daarin drie keer.

## Clubcarrière

### Jeugd
De in Marokko geboren Nabil Dirar begon zijn voetbalcarrière in België bij een hele reeks Brusselse clubs. Zo doorliep hij de jeugd van onder meer RWDM en Union. Zijn grote doorbraak kwam er echter pas bij derdeklasser Diegem Sport. Daar kon hij de interesse van enkele eersteklassers opwekken. Uiteindelijk tekende Dirar al in januari 2006 een contract bij KVC Westerlo.

### Westerlo
Bij Westerlo werd de twintigjarige Marokkaanse Belg een ploegmaat van onder meer Nico Van Kerckhoven, Stef Wils en Jef Delen. Dirar was een nieuwkomer in de Eerste Klasse, maar ontpopte zich bij Westerlo tot een van de revelaties van het seizoen. Door zijn spelpositie en technische kwaliteiten werd hij in die periode vaak vergeleken met zijn landgenoot Mbark Boussoufa, die toen net de Gouden Schoen had gewonnen. Net als Boussoufa leek de toekomst van Dirar bij een Belgische topclub te liggen. Na twee seizoenen bij Westerlo verhuisde hij net als ploegmaat Bernt Evens naar Club Brugge.

### Club Brugge
Dirar belandde in de zomer van 2008 net als Ronald Vargas en Joseph Akpala in het Jan Breydelstadion, waar trainer Jacky Mathijssen aan zijn tweede seizoen begon. Dirar, wiens speelstijl soms vergeleken wordt met die van een zaalvoetballer, kreeg veel speelkansen van Mathijssen. Club Brugge werd dat seizoen derde, ver achter Standard Luik en RSC Anderlecht. Mathijssen wist al voor het einde van het seizoen dat zijn contract niet zou worden verlengd. Zijn vervanger, de Nederlander Adrie Koster, nam zijn taken in de zomer van 2009 over.
De trainerswissel bracht de positie van Dirar niet in gevaar. Club Brugge haalde toen nochtans met Ivan Perisic een gelijkaardige speler in huis. Dirar en Perisic werden door Koster afwisselend op de linker- en rechterflank geposteerd. Onder Koster werd Dirar een belangrijke pion in het elftal, maar toch liet hij zich steeds vaker opmerken door onsportief gedrag op en naast het veld. Zo spuwde hij in een wedstrijd tegen KV Mechelen in het gelaat van Yoni Buyens, waarvoor hij twee speeldagen schorsing kreeg. In september 2009 verwees Club Brugge hem even naar de B-kern wegens te laat komen. Enkele maanden later dook hij te laat op na een interland met Marokko, waardoor hij opnieuw naar de B-kern werd gestuurd.
Verder ging hij ook regelmatig in de clinch met ploegmaats. Zo kreeg hij het op training eens aan de stok met aanvoerder Stijn Stijnen en weigerde hij ploegmaat Perisic te feliciteren bij een doelpunt omdat hij even voordien een vrije trap niet had mogen nemen. Dirar werd in juli 2010 opnieuw naar de B-kern verwezen omdat hij op een fandag niet was komen opdagen. Dirar kon nochtans een doktersbriefje aan de trainer voorleggen. Door die disciplinaire schorsing miste hij het seizoensbegin. In oktober 2010 leek de maat vol. Dirar werd door Koster voor de zoveelste keer naar de B-kern verwezen. Voor de Marokkaanse Belg leek er bij Club Brugge geen plaats meer. Uiteindelijk werd hij terug in de A-kern opgenomen en kreeg hij zelfs een basisplaats van Koster. Maar in maart 2011 ging Dirar tijdens een thuiswedstrijd tegen KV Kortrijk opnieuw door het lint. Hij maakte zich kwaad op ploegmaat Vadis Odjidja-Ofoe omdat die hem uitdaagde en vervolgens een vrije trap wou nemen. De supporters van Club trakteerden Dirar vervolgens op een fluitconcert, waarna hij de supporters met handgebaren begon uit te dagen. De scheidsrechter gaf hem een gele kaart wegens onsportief gedrag en dat was voor Dirar het signaal om het veld te verlaten. Club eindigde de wedstrijd zo met 10 spelers. Dirar werd daags nadien naar de B-kern verwezen. Enkele weken later, voor het begin van de play-offs, haalde Koster hem terug bij de groep.
Tijdens het seizoen 2011/12 groeide Dirar uit tot een van de sterkhouders van blauw-zwart. De wispelturige vleugelspits legde meer regelmaat in zijn spel en werd door zijn talrijke assists een van de meest productieve spelers bij Club Brugge.
Op 30 januari 2021 keert hij terug naar Club Brugge op uitleenbasis voor de rest van het seizoen 2020/2021.

### AS Monaco
Op 31 januari versierde Dirar een transfer naar de Franse tweedeklasser AS Monaco. De club uit het prinsdom legde zo'n 7,5 miljoen euro op tafel voor de Marokkaan. Het was toen de duurste transfer uit de geschiedenis van Club Brugge, maar een deel van de transfersom is wel voor KVC Westerlo.

### Fenerbahçe
In 2017 maakte hij een transfer naar Fenerbahçe, dat hem in 2021 verhuurde aan Club Brugge en uiteindelijk verkocht aan Kasımpaşa.

### Het einde van een carrière
Hij zegde zijn contract op bij de kleine Istanbulse club Kasımpaşa en tekende later voor Chabab Mohammedia in zijn geboorteland Marokko. Dit hoofdstuk duurde echter maar kort en zijn avontuur was al na één wedstrijd voorbij. Nabil Dirar is getrouwd met een Deense vrouw en verhuisde met haar naar Albertslund, een voorstad van Kopenhagen. In mei 2023 tekende hij eindelijk een contract bij de vierdeklasser Ishøj IF, maar in juli 2023 kondigde hij het einde van zijn actieve carrière aan vanwege een blessure.

## Clubstatistieken
| Seizoen     | Club          | Competitie         | Competitie | Competitie | Competitie | Beker | Beker | Beker | Internationaal | Internationaal | Internationaal | Totaal | Totaal | Totaal |
| Seizoen     | Club          | Competitie         | Wed.       | Dlp.       | Ass.       | Wed.  | Dlp.  | Ass.  | Wed.           | Dlp.           | Ass.           | Wed.   | Dlp.   | Ass.   |
| ----------- | ------------- | ------------------ | ---------- | ---------- | ---------- | ----- | ----- | ----- | -------------- | -------------- | -------------- | ------ | ------ | ------ |
| 2005/06     | Diegem Sport  | Derde klasse A     | 26         | 2          | ?          | 0     | 0     | 0     | —              | —              | —              | 26     | 2      | ?      |
| Club Totaal | Club Totaal   | Club Totaal        | 26         | 2          | ?          | 0     | 0     | 0     | 0              | 0              | 0              | 26     | 2      | ?      |
| 2006/07     | KVC Westerlo  | Jupiler Pro League | 33         | 1          | 7          | 2     | 1     | 0     | —              | —              | —              | 35     | 2      | 7      |
| 2007/08     | KVC Westerlo  | Jupiler Pro League | 24         | 2          | 5          | 1     | 0     | 0     | —              | —              | —              | 25     | 2      | 5      |
| Club Totaal | Club Totaal   | Club Totaal        | 57         | 3          | 12         | 3     | 1     | 0     | 0              | 0              | 0              | 60     | 4      | 12     |
| 2008/09     | Club Brugge   | Jupiler Pro League | 33         | 3          | 11         | 1     | 0     | 0     | 6              | 0              | 1              | 40     | 3      | 12     |
| 2009/10     | Club Brugge   | Jupiler Pro League | 29         | 4          | 8          | 4     | 0     | 1     | 9              | 0              | 2              | 42     | 4      | 11     |
| 2010/11     | Club Brugge   | Jupiler Pro League | 33         | 3          | 10         | 0     | 0     | 0     | 7              | 0              | 2              | 40     | 3      | 12     |
| 2011/12     | Club Brugge   | Jupiler Pro League | 22         | 4          | 7          | 1     | 1     | 0     | 8              | 4              | 3              | 31     | 9      | 10     |
| Club Totaal | Club Totaal   | Club Totaal        | 117        | 14         | 36         | 6     | 1     | 1     | 30             | 4              | 8              | 153    | 19     | 45     |
| 2011/12     | AS Monaco     | Ligue 2            | 15         | 3          | 1          | 0     | 0     | 0     | —              | —              | —              | 15     | 3      | 1      |
| 2012/13     | AS Monaco     | Ligue 2            | 34         | 3          | 8          | 3     | 0     | 0     | —              | —              | —              | 37     | 3      | 8      |
| 2013/14     | AS Monaco     | Ligue 1            | 11         | 1          | 2          | 2     | 0     | 3     | —              | —              | —              | 13     | 1      | 5      |
| 2014/15     | AS Monaco     | Ligue 1            | 27         | 2          | 1          | 5     | 0     | 0     | 9              | 0              | 1              | 41     | 2      | 2      |
| 2015/16     | AS Monaco     | Ligue 1            | 20         | 2          | 9          | 1     | 0     | 0     | 7              | 0              | 1              | 28     | 2      | 10     |
| 2016/17     | AS Monaco     | Ligue 1            | 18         | 1          | 3          | 4     | 0     | 2     | 11             | 0              | 2              | 33     | 1      | 7      |
| Club Totaal | Club Totaal   | Club Totaal        | 125        | 12         | 24         | 15    | 0     | 5     | 27             | 0              | 4              | 167    | 12     | 33     |
| 2017/18     | Fenerbahçe    | Süper Lig          | 29         | 4          | 8          | 4     | 0     | 0     | 4              | 1              | 0              | 37     | 5      | 8      |
| 2018/19     | Fenerbahçe    | Süper Lig          | 16         | 1          | 4          | 2     | 0     | 0     | 1              | 0              | 0              | 19     | 1      | 4      |
| 2019/20     | Fenerbahçe    | Süper Lig          | 28         | 2          | 0          | 5     | 0     | 0     | —              | —              | —              | 33     | 2      | 0      |
| Club Totaal | Club Totaal   | Club Totaal        | 73         | 7          | 12         | 11    | 0     | 0     | 5              | 1              | 0              | 89     | 8      | 12     |
| 2020/21     | → Club Brugge | Jupiler Pro League | 2          | 0          | 0          | 1     | 0     | 0     | 2              | 0              | 0              | 5      | 0      | 0      |
| Club Totaal | Club Totaal   | Club Totaal        | 119        | 14         | 36         | 7     | 1     | 1     | 32             | 4              | 8              | 158    | 19     | 45     |
| 2021/22     | Kasimpasa     | Süper Lig          | 6          | 0          | 0          | 0     | 0     | 0     | —              | —              | —              | 6      | 0      | 0      |
| Club Totaal | Club Totaal   | Club Totaal        | 6          | 0          | 0          | 0     | 0     | 0     | 0              | 0              | 0              | 6      | 0      | 0      |
| TOTAAL      | TOTAAL        | TOTAAL             | 406        | 38         | 84         | 36    | 2     | 6     | 64             | 5              | 12             | 506    | 45     | 102    |

## Interlandcarrière
Dirar kwam in het verleden uit voor Marokko -23. Hij gaf later aan voor de Rode Duivels te willen uitkomen, maar door zijn interlands bij het jeugdteam van Marokko werd dit niet toegestaan. Daarom debuteerde hij op 11 oktober 2008 in het nationale team van Marokko. Tegen Mauritanië gaf hij meteen een assist voor de derde goal.
Ná zes jaar afwezigheid bij de nationale ploeg keerde Dirar in 2015 onder leiding van toenmalig bondscoach Badou Zaki terug met een basisplaats in een oefenwedstrijd tegen Uruguay.
Dirar was met Marokko actief op de Afrika Cup’s van 2017 en 2019. Op beide toernooien speelde hij vier wedstrijden. Ook was hij basisspeler op het WK 2018 in Rusland.

## Erelijst
| Competitie              |           |           |           |           |
| Competitie              | Aantal    | Jaren     |           |           |
| AS Monaco               | AS Monaco | AS Monaco | AS Monaco | AS Monaco |
| ----------------------- | --------- | --------- | --------- | --------- |
| Landskampioen Frankrijk | 1x        | 2016/17   |           |           |
| Club Brugge             |           |           |           |           |
| Landskampioen België    | 1x        | 2020/21   |           |           |